# 27 novembre en sport
27 octobre 27 décembre
Chronologies thématiques
- Croisades
- Ferroviaires
- Disney

Le 27 novembre (331e jour de l'année ou 332e en cas d'année bissextile) en sport.

## Événements

### XIXesiècle
- 1887 :
  - (Football) : en Argentine, fondation à Quilmes du club de Quilmes Atlético Club.

### XXesiècle:1901-1950
- 1911 :
  - (Sport automobile) : Coupe Vanderbilt

### XXIesiècle
- 2006 :
  - (Football) : le défenseur italien de la Juventus Fabio Cannavaro, champion du monde en juillet avec l'équipe d'Italie est sacré Ballon d'or pour l'année 2006. Il devance pour l'obtention de ce trophée convoité son compatriote et coéquipier de la Juventus et de la Squadra Azzurra Gianluigi Buffon (2e) et le gunner français d'Arsenal FC Thierry Henry (3e).
- 2010 :
  - (Rugby à XV) : le XV de France s'incline lourdement 59-16 face à l'équipe d'Australie au cours du dernier test match de la tournée automnale.
- 2011 :
  - (Formule 1) : Grand Prix du Brésil.
- 2016 :
  - (Compétition automobile /Formule 1) : l’Allemand Nico Rosberg décroche le titre de champion du monde de Formule 1 à Abu Dhabi aux Émirats arabes unis, sur le Circuit Yas Marina. Le pilote Mercedes termine 2e derrière son coéquipier et rival Lewis Hamilton. Un résultat suffisant pour être sacré. Rosberg, 31 ans, succède à Hamilton au palmarès de la F1 et imite son père, Keke Rosberg, champion du monde en 1982. Sebastian Vettel complète le podium.
  - (Tennis /Coupe Davis) : l'Argentine remporte la première Coupe Davis de son histoire en battant la Croatie à Zagreb à l'issue du 5e et dernier match (3-2). Federico Delbonis apporte le point décisif en surclassant Ivo Karlović en trois sets (6-3, 6-4, 6-2). Un peu plus tôt, Juan Martín del Potro avait ramené les Sud-Américains à égalité en renversant Marin Čilić dans le choc des numéros un (6-7, 2-6, 7-5, 6-4, 6-3). L'Argentine succède au palmarès à la Grande-Bretagne.

## Naissances

### XIXesiècle
- 1859 :
  - Henry Cursham, footballeur et joueur de cricket anglais. († 6 août 1941).
- 1873 :
  - Mike Grant, hockeyeur sur glace canadien. († 20 août 1955).
- 1874 :
  - Alfred Chalk, footballeur anglais. Champion olympique aux Jeux de Paris 1900. († 25 juin 1954).
- 1875 :
  - Julius Lenhart, gymnaste autrichien. Champion olympique du concours général individuel et par équipes puis médaillé d'argent du combiné 3 épreuves aux Jeux de Saint-Louis 1904. († 10 novembre 1962).
- 1878 :
  - Charles Dvorak, athlète de saut américain. Champion olympique de la perche aux Jeux de Saint-Louis. († 18 décembre 1969).
- 1887 :
  - Jean Ducret, footballeur français. (20 sélections en équipe de France). († ?).
  - Ferdinand Minnaert, gymnaste puis homme politique belge. Médaillé d'argent du concours par équipes aux Jeux d'Anvers 1920. Sénateur de 1939 à 1946. († 26 août 1975).

### XXesiècle:1901-1950
- 1920 :
  - Abe Lenstra, footballeur néerlandais. (47 sélections en équipe nationale). († 2 septembre 1985).
- 1926 :
  - Lucienne Schmidt-Couttet, skieuse alpine française. Médaillée de bronze du géant aux Championnats du monde de ski alpin 1950 puis championne du monde de ski alpin du slalom géant et médaillée de bronze de la descente et du combiné 1954. († 4 octobre 2022).
- 1927 :
  - Carlos José Castilho, footballeur brésilien. Champion du monde de football 1958 et 1962. Vainqueur de la Copa América 1949. (25 sélections en équipe nationale). († 2 février 1987).
- 1934 :
  - Ammo Baba, footballeur puis entraîneur irakien. (11 sélections en équipe nationale). Sélectionneur de l'équipe de l'Irak de 1978 à 1980, de 1981 à 1984, de 1987 à 1989, en 1993, et de 1996 à 1997. († 27 mai 2009).
- 1941 :
  - Aimé Jacquet, footballeur puis entraîneur français. (2 sélections en équipe de France). Sélectionneur de l'équipe de France devenue championne du monde de football 1998.
- 1942 :
  - Henry Carr, athlète de sprint américain. Champion olympique du 200 m et du relais 4 × 400 m aux Jeux de Tokyo 1964. († 29 mai 2015).
- 1945 :
  - Alain de Cadenet, pilote de courses automobile d'endurance britannique.  († 2 juillet 2022).
- 1947 :
  - Don Adams, basketteur américain. († 25 décembre 2013).
- 1949 :
  - Masanori Sekiya, pilote d'endurance japonais. Vainqueur des 24 Heures du Mans 1995.

### XXesiècle:1951-2000
- 1951 :
  - Dražen Dalipagić, joueur et entraîneur de basket-ball bosnien. († 25 janvier 2025).
- 1955 :
  - Pierre Mondou, hockeyeur sur glace canadien.
- 1956 :
  - Mariana Simionescu, joueuse de tennis roumaine.
- 1957 :
  - Kenny Acheson, pilote de courses automobile britannique.
- 1958 :
  - Mike Scioscia, joueur de baseball américain.
- 1960 :
  - Patrice Garande, footballeur puis entraîneur français. Champion olympique aux Jeux de Los Angeles 1984. (1 sélection en équipe de France).
- 1962 :
  - Tom Lawton, joueur de rugby à XV australien. (41 sélections en équipe nationale).
- 1964 :
  - Roberto Mancini, footballeur puis entraîneur italien. Vainqueur des Coupe d'Europe des vainqueurs de coupe 1990 et 1999. (41 sélections en équipe nationale).
- 1965 :
  - Sammie Moreels, cycliste sur route belge.
- 1971 :
  - Albert Demtschenko, lugeur russe. Médaillé d’argent en monoplace aux Jeux de Turin 2006. Médaillé d'argent en individuel et en relais mixte aux CM de luge 2012.
  - Rajko Jokanović, volleyeur yougoslave puis serbe. Médaillé de bronze aux Jeux d'Atlanta 1996. Champion d'Europe de volley-ball 2001. (203 sélections en équipe nationale).
  - Iván Rodríguez, joueur de baseball portoricain.
- 1976 :
  - Laurent Busselier, handballeur français. Médaillé de bronze au Championnat d'Europe de handball 2008. (17 sélections en équipe de France).
  - Chad Kilger, hockeyeur sur glace canadien.
- 1978 :
  - John Capel, athlète de sprint américain. Champion du monde d'athlétisme du 200 m et du relais 4 × 100 m 2003.
  - Jimmy Rollins, joueur de baseball américain.
  - Radek Štěpánek, joueur de tennis tchèque. Vainqueur des Coupe Davis 2012 et 2013.
- 1979 :
  - Ricky Carmichael, pilote de motocross américain.
  - Brendan Haywood, basketteur américain.
  - Romain Iannetta, pilote de courses automobile français.
- 1981 :
  - Bruno Alves, footballeur portugais. Champion d'Europe de football 2016. (88 sélections en équipe nationale).
- 1984 :
  - György Grozer, volleyeur germano-hongrois. Vainqueur de la Ligue des champions 2014. (120 sélections avec l'équipe d'Allemagne et 29 avec celle de Hongrie).
  - Daniel Kipchirchir Komen, athlète de demi-fond kényan.
  - Balthasar Schneider, sauteur à ski autrichien.
- 1985 :
  - Damien Chouly, joueur de rugby français. (42 sélections en équipe de France).
  - Lara Dickenmann, footballeuse suisse. Victorieuse des Ligue des champions féminine 2011 et 2012. (110 sélections en équipe nationale).
- 1987 :
  - Cédric Charlier, hockeyeur sur gazon belge. Médaillé d'argent aux Jeux de Rio 2016.
  - Santiago Giraldo, joueur de tennis colombien.
  - Luigi Datome, basketteur italien
  - Jérôme Mombris, footballeur français.
- 1988 :
  - Jamar Diggs, basketteur américain.
  - Semoy Hackett, athlète de sprint trinidadienne.
  - Ryan Hall, joueur de rugby à XIII anglais. (30 sélections en équipe nationale).
  - María Núñez, handballeuse espagnole. (37 sélections en équipe nationale).
  - Johan Venegas, footballeur costaricien. (30 sélections en équipe nationale).
- 1989 :
  - Mikhaïl Stefanovitch, hockeyeur sur glace biélorusse. (91 sélections en équipe nationale).
- 1990 :
  - Amaro Antunes, cycliste sur route portugais.
  - Franco Mostert, joueur de rugby à XV sud-africain. (4 sélections en équipe nationale).
- 1991 :
  - Edo Murić, basketteur slovène.
- 1993 :
  - Tanja Großer, volleyeuse allemande. (19 sélections en équipe nationale).
- 1994 :
  - Mouhammadou Jaiteh, basketteur français. Médaillé de bronze à l'Euro de basket-ball 2015. Vainqueur de l'EuroChallenge 2015.
- 1996 :
  - Marie-Eve Gahié, judokate française. Championne du monde en 2019 à Tokyo et Médaillée de bronze des -70 kg aux CE de judo 2017.
- 1997 :
  - Harold Moukoudi, footballeur franco-camerounais. (8 sélections avec l'équipe du Cameroun).
- 1999 :
  - Constantin Schmid, sauteur à ski allemand.
- 2000 :
  - Anaïs Brèche, trampoliniste française. Médaillée d'argent par équipes aux CE de trampoline 2018.
  - Tomás Händel, footballeur portugais.
  - Kristoffer Klaesson, footballeur norvégien.

### XXIesiècle
- 2001 :
  - Akash Mishra, footballeur indien.
  - Aimar Oroz, footballeur espagnol.
  - Tobias Sommer, footballeur danois.

## Décès

### XXesiècle:1901-1950
- 1930 :
  - Herby Arthur, 67 ans, footballeur anglais. (7 sélections en équipe nationale). (° 14 février 1863).

### XXesiècle:1951-2000
- 1970 :
  - Helene Madison, 57 ans, nageuse américaine. Championne olympique des 100m et 400m nage libre puis du relais 4×100m nage libre aux Jeux de Los Angeles 1934. (° 9 juin 1913).
- 1972 :
  - Robert Schurrer, 82 ans, athlète de sprint français. Médaillé d'argent du relais 4 × 400 m aux Jeux de Stockholm 1912. (° 24 mars 1890).
- 1993 :
  - Guido Masetti, 86 ans, footballeur puis entraîneur italien. Champion du monde de football 1934 et 1938. (2 sélections en équipe nationale). (° 22 novembre 1907).
- 1995 :
  - Giancarlo Baghetti, 60 ans, pilote de F1 et de course automobile d'endurance italien. (1 victoire en Grand Prix). (° 25 décembre 1934).

### XXIesiècle
- 2004 :
  - Gunder Hägg, 85 ans, athlète de demi-fond suédois. Détenteur du Record du Monde du 1500 mètres du 10 août 1941 au 17 août 1943, du 7 juillet 1944 au 29 juin 1952. (° 31 décembre 1918).
- 2007 :
  - Sean Taylor, 24 ans, joueur de foot U.S. américain. (° 1er avril 1983).
- 2011 :
  - Nolan Luhn, 90 ans, joueur de foot U.S. américain. (° 27 juillet 2011).
  - Gary Speed, 42 ans, footballeur puis entraîneur gallois. (85 sélections en équipe nationale). Sélectionneur de l'Équipe du pays de Galles de 2010 à 2011. (° 8 septembre 1969).
- 2012 :
  - Pascal Kalemba, 33 ans, footballeur congolais. (25 sélections en équipe nationale). (° 26 février 1979).
  - Marvin Miller, 95 ans, syndicaliste américain. Premier Président de l'MLBPA. (° 14 avril 1917).
  - Herbert Oberhofer, 57 ans, footballeur autrichien. (6 sélections en équipe nationale). (° 16 novembre 1955).
- 2013 :
  - Nílton Santos, 88 ans, footballeur brésilien. Champion du monde de football 1958 et 1962. Vainqueur de la Copa América 1949. (75 sélections en équipe nationale). (° 16 mai 1925).
- 2014 :
  - Phillip Hughes, 25 ans, joueur de cricket australien. (26 sélections en test cricket). (° 30 novembre 1988).
- 2015 :
  - Jean-Pierre Van Haverbeke, 75 ans, coureur cycliste français. (° 28 décembre 1939).
  - Philippe Washer, 91 ans, joueur de tennis belge. (° 6 août 1924).
- 2017 :
  - Zenash Gezmu, 27 ans, athlète éthiopienne. (° 6 novembre 1990).
- 2018 :
  - Helmut Noll, 84 ans, rameur d'aviron allemand. Vice-champion olympique du deux avec barreur aux Jeux d'été de 1952. (° 27 juin 1934).
- 2020 :
  - Dainis Liepiņš, 58 ans, coureur cycliste letton. (° 13 août 1962).
- 2021 :
  - Mbarek El Filali, 66 ans, footballeur marocain. Troisième de la Coupe d'Afrique des nations de 1980 avec l'équipe marocaine. (° 12 mai 1955).
  - Matti Keinonen, 80 ans, joueur de hockey sur glace finlandais. (° 6 novembre 1941).
- 2022 :
  - Gábor Csapó, 72 ans, joueur de water-polo hongrois. Champion olympique lors des Jeux d'été de Montréal en 1976 et médaillé de bronze lors des Jeux olympiques de 1980. (° 20 septembre 1950).
  - Maurice Norman, 88 ans, footballeur anglais. Vainqueur de la Coupe d'Europe des vainqueurs de coupe en 1963 avec les Tottenham. (23 sélections en équipe nationale). (° 8 mai 1934).
  - Murray Waxman, 97 ans, joueur de basket-ball canadien. (° 10 juillet 1925).